# Уинклер, Руди
Руди Уинклер (англ. Rudy Winkler; род. 6 декабря 1994, Олбани) — американский легкоатлет, специалист по метанию молота. Выступает за сборную США по лёгкой атлетике с 2011 года, многократный победитель и призёр первенств национального значения, действующий рекордсмен страны, участник двух летних Олимпийских игр.

## Биография
Руди Уинклер родился 6 декабря 1994 года в городе Олбани, штат Нью-Йорк.
Увлёкся метанием молота ещё в юном возрасте и первое время тренировался на заднем дворе своего дома. Активно занимался лёгкой атлетикой в старшей школе, регулярно принимал участие в различных школьных турнирах.
Впервые заявил о себе на международном уровне в сезоне 2011 года, когда вошёл в состав американской национальной сборной и выступил на юношеском мировом первенстве в Лилле, где в зачёте метания молота стал девятым.
В 2012 году занял 11-е место на юниорском мировом первенстве в Барселоне.
В 2013 году выиграл серебряную медаль на юниорском панамериканском первенстве в Медельине, уступив только мексиканцу Диего дель Реалю.
Поступив в Корнеллский университет, присоединился к местной легкоатлетической команде Cornell Big Red, в составе которой принял участие во многих студенческих соревнованиях в США.
В 2016 году стал серебряным призёром на молодёжном чемпионате NACAC в Сан-Сальвадоре и впервые одержал победу на чемпионате США, с личным рекордом 76,76 выиграл национальный олимпийский отборочный турнир в Юджине — тем самым удостоился права защищать честь страны на летних Олимпийских играх в Рио-де-Жанейро. На Играх метнул молот на 71,89 метра, не сумев преодолеть предварительный квалификационный этап.
В 2017 году Уинклер окончил Корнеллский университет, получив степень в области информационных наук, при этом он остался действующим спортсменом на ещё один олимпийский цикл и продолжил принимать участие в крупнейших международных стартах. Так, в этом сезоне он выступил на чемпионате мира в Лондоне.
В 2018 году вновь стал чемпионом США, был четвёртым на чемпионате NACAC в Торонто.
В 2019 году занял 8-е место на Панамериканских играх в Лиме и 11-е место на чемпионате мира в Дохе.
В 2021 году с национальным рекордом США 82,71 выиграл национальный олимпийский отборочный турнир в Юджине. На Олимпийских играх в Токио в финале метания молота показал результат 77,08 метра, расположившись в итоговом протоколе соревнований на седьмой строке.